# Hiệp định về Thủ tục Cấp phép Nhập khẩu
Hiệp định về Thủ tục Cấp phép Nhập khẩu là một trong các hiệp định của Tổ chức Thương mại Thế giới (WTO) được ký tại Vòng đàm phán Uruguay vào năm 1994.
Hiệp định quy định việc cấp phép nhập khẩu phải được tiến hành một cách đơn giản, minh bạch, và có thể đoán định trước được. Chẳng hạn như Hiệp định yêu cầu các thành viên phải công bố công khai những thông tin chi tiết về việc giấy phép nhập khẩu được cấp như thế nào, và tại sao lại được cấp. Hiệp định cũng yêu cầu các thành viên phải thông báo với WTO khi đưa ra những thủ tục cấp phép mới hoặc thay đổi những thủ tục đang có hiệu lực. Hiệp định còn hướng dẫn các thành viên phải đánh giá các đơn xin cấp giấy phép nhập khẩu như thế nào.
Một số loại giấy phép được cấp tự động nếu như đã thỏa mãn một số điều kiện nhất định được đặt ra từ trước. Hiệp định quy định những tiêu chuẩn cho việc cấp phép tự động để thủ tục này không làm cản trở trao đổi thương mại.
Một số loại giấy phép khác không được cấp tự động. Đối với những loại giấy phép này, Hiệp định có những quy định nhằm tối thiểu hóa gánh nặng của người nhập khẩu khi tiến hành nộp đơn xin giấy phép, để cho các thủ tục hành chính không làm cản trở hay biến dạng trao đổi thương mại. Hiệp định đặt ra thời hạn để cơ quan hữu trách của nước thành viên phải đưa ra quyết định có cấp giấy phép nhập khẩu hay không: 30 ngày kể từ ngày nhận hồ sơ trong trường hợp xem xét từng hồ sơ một, hoặc 60 ngày kể từ ngày nộp hồ sơ trong trường hợp xem xét tất cả các hồ sơ cùng một lúc.